# Uricit
Uricit ist ein selten vorkommendes Mineral aus der Mineralklasse der „Organischen Verbindungen“ mit der chemischen Zusammensetzung C5H4N4O3 und damit chemisch gesehen Harnsäure.
Uricit kristallisiert im monoklinen Kristallsystem, entwickelt jedoch nur winzige, maximal millimetergroße Kristalle. Meist findet er sich in Form körniger bis derber Mineral-Aggregate oder pudriger Anflüge. In reiner Form ist Uricit farblos und durchsichtig. Durch vielfache Lichtbrechung aufgrund von Gitterfehlern oder polykristalliner Ausbildung kann er aber auch durchscheinend weiß sein und durch Fremdbeimengungen eine gelblichweiße bis hellbraune Farbe annehmen.

## Etymologie und Geschichte
Uricit wurde erstmals in Fledermausguano in der „Dingo Donga“-Höhle (englisch Dingo Donga Cave) nahe Eucla in Westaustralien entdeckt. Die Analyse und Erstbeschreibung erfolgte durch Peter John Bridge, der das Mineral nach dessen Zusammensetzung (englisch uric acid) benannte.
Bridge reichte seine Untersuchungsergebnisse und den gewählten Namen 1973 zur Prüfung bei der Commission on new Minerals, Nomenclature and Classification der International Mineralogical Association (interne Eingangsnummer der IMA/CNMNC: 1973-055), die den Uricit als eigenständige Mineralart anerkannte. Die Publikation der Erstbeschreibung folgte ein Jahr später in der Fachzeitschrift Mineralogical Magazine. Die seit 2021 ebenfalls von der IMA/CNMNC anerkannte Kurzbezeichnung (auch Mineral-Symbol) von Uricit lautet „Uri“.
Das Typmaterial des Minerals wird im Western Australian Museum (Kürzel WAM) in Perth (Western Australia) unter der Katalog-Nummer MDC 5295 (HT) aufbewahrt.

## Klassifikation
In der veralteten 8. Auflage der Mineralsystematik nach Strunz war der Uricit noch nicht aufgeführt.
Im zuletzt 2018 überarbeiteten „Lapis-Mineralienverzeichnis“, das sich im Aufbau noch nach der alten Form der Systematik von Karl Hugo Strunz richtet, erhielt das Mineral die System- und Mineralnummer IX/D.01-040. In der „Lapis-Systematik“ entspricht dies der Klasse der „Organischen Verbindungen“ und dort der Abteilung „Stickstoff-haltige Kohlenwasserstoffe“, wo Uricit zusammen mit Acetamid, Guanin, Kladnoit, Tinnunculit und Urea eine unbenannte Gruppe mit der Systemnummer IX/D.01 bildet.
Die von der IMA zuletzt 2009 aktualisierte 9. Auflage der Strunz’schen Mineralsystematik ordnet den Uricit in die Klasse der „Organischen Verbindungen“ und dort in die Abteilung „Diverse organische Mineralien“ ein. Hier ist das Mineral in der Unterabteilung 10.CA zu finden, wo es als einziges Mitglied eine unbenannte Gruppe mit der Systemnummer 10.CA.40 bildet.
In der vorwiegend im englischen Sprachraum gebräuchlichen Systematik der Minerale nach Dana hat Uricit die System- und Mineralnummer 50.04.04.01. Das entspricht der Klasse und gleichnamigen Abteilung „Organische Minerale“. Hier findet er sich innerhalb der Unterabteilung „Salze organischer Säuren mit verschiedenen Formeln“ als einziges Mitglied in einer unbenannten Gruppe mit der Systemnummer 50.04.04.

## Chemismus
Uricit (C5H4N4O3) besteht aus je fünf Kohlenstoff-, vier Wasserstoff-, vier Stickstoff- und drei Sauerstoffionen pro Formeleinheit. Dies entspricht einem Massenanteil (Gewichtsprozent) von 35,72 Gew.-% C, 2,40 Gew.-% H, 33,33 Gew.-% N und 28,55 Gew.-% O.

## Kristallstruktur
Uricit kristallisiert in der monoklinen Raumgruppe P21/a (Raumgruppen-Nr. 14, Stellung 3) mit den Gitterparametern a = 14,464 Å; b = 7,403 Å; c = 6,208 Å und β = 65,1° sowie vier Formeleinheiten pro Elementarzelle.

## Bildung und Fundorte
Uricit bildet sich in den von Vögeln und Fledermäusen hinterlassenen Exkrementen, dessen feinkörniges Gemenge auch als Guano bezeichnet wird. An seiner Typlokalität in der „Dingo Donga“-Höhle trat das Mineral in Paragenese mit Biphosphammit, Brushit und Syngenit auf.
Als seltene Mineralbildung konnte Uricit nur an wenigen Orten nachgewiesen werden, wobei weltweit bisher weniger als 20 Vorkommen dokumentiert sind (Stand 2024). Seine Typlokalität ist dabei der bisher einzige bekannte Fundort in Australien.
In Deutschland fand sich das Mineral bisher nur in den Gruben Ludwig bei Hausach und Clara bei Oberwolfach in Baden-Württemberg, in einem Granodiorit-Steinbruch bei Hötzendorf (Gemeinde Tittling) und einem verlassenen Gneis-Steinbruch bei Grögöd (Gemeinde Untergriesbach) in Niederbayern sowie in den Gruben Mark bei Weinbach und Friedrichssegen bei Lahnstein in Rheinland-Pfalz.
In Österreich trat Uricit in einem Basalt-Steinbruch am Pauliberg im Burgenland, in einem unbenannten Steinbruch bei Loja in der niederösterreichischen Gemeinde Persenbeug-Gottsdorf und bei Dimbach in Oberösterreich zutage.
Weitere Vorkommen finden sich unter anderem in Argentinien, Norwegen, Rumänien, Russland und Spanien.

## Biologische Bedeutung
In der Medizin spielt Uricit eine Rolle als Harnstein. Etwa 10 % aller Harnsteine des Menschen sind Uricit, womit sie nach Whewellit und Weddellit das dritthäufigstes Mineral sind.